# Barbus barbus

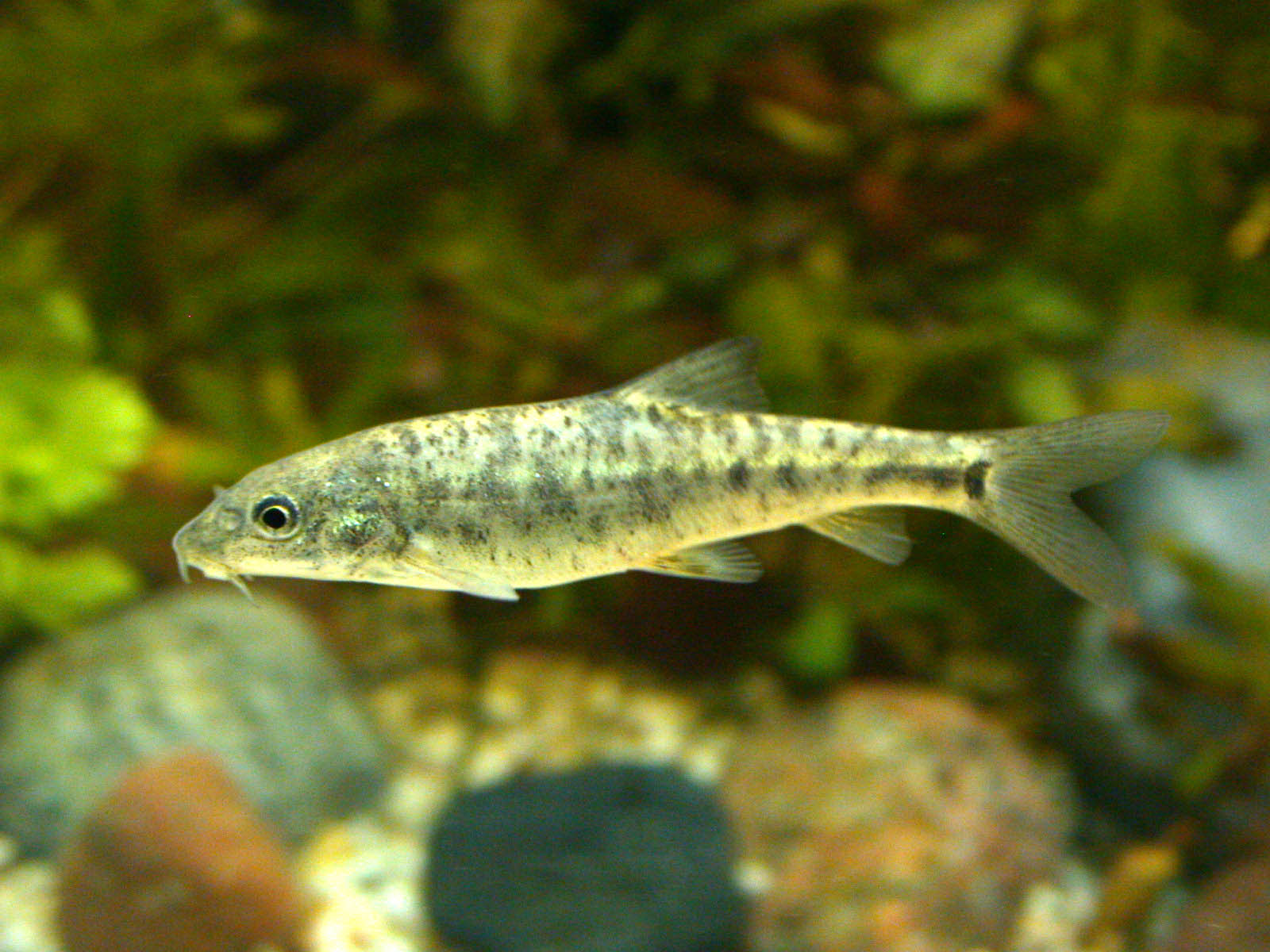
Barbo juvenil.

Barbus barbus é uma espécie de peixe de rio da família dos ciprinídeos (Cyprinidae), conhecido em Portugal como barbo (do latim barbus, barba). O nome provém das quatro barbilhos (excrescências em forma de pequenos espinhos carnudos) que saem do lábio superior. É um peixe comestível, mas sem grande valor culinário.
A espécie é nativa e encontra-se em muitos locais desde a Europa ocidental à China e estabeleceu-se com sucesso como espécie introduzida em Itália e Marrocos. Na Península Ibérica existem várias subespécies endémicas.
O corpo do barbo é robusto, coberto de grandes escamas, e quase cilíndrico. A barbatana dorsal é alta e curta. O focinho é quase cónico, apresentando-se a boca em posição ventral. Esta caracteriza-se por lábios carnudos e quatro barbilhos igualmente carnudos. Tem dentes faríngeos implantados em duas filas.
Habitualmente apresenta um dorso entre o verde-azeitona e o cinzento esverdeado na sua parte superior cujos flancos costumam apresentar reflexos dourados. O ventre é entre o amarelado e o branco sujo. Tanto a barbatana anal como as barbatanas laterais teem uma tonalidade encarniçada, enquanto que a dorsal e caudal são escuras.
O barbo é um peixe omnívoro e necrófago, que se alimenta de animais que vivem no fundo, como crustáceos e moluscos, larvas de insetos, especialmente as efémeras, assim como de algas. Costuma procurar alimento revolvendo pedras com o seu focinho de lábios carnudos.
Vive principalmente no curso médio dos rios, tanto no fundo como noutras profundidades, preferindo correntes relativamente fortes e fundos pedregosos ou de areão. É gregário e forma pequenos cardumes debaixo de pedras e vegetação em águas profundas. Durante o inverno entra numa espécie de hibernação.
Raramente ultrapassa os 40 cm de comprimento, embora possa chegar aos 60 cm.[a] A fêmea cresce mais rapidamente que o macho, mas atinge a maturidade sexual mais tarde (entre os cinco e os oito anos para as fêmeas, entre três e quatro anos para os machos). A desova dá-se de maio a julho, sendo os locais preferidos os fundos de areão ou pequenos seixos com água corrente. Põem entre 35 000 e 60 000 ovos,[a] supostamente venenosos, que eclodem passados cinco a dez dias.
A espécie é de pouco interesse para aquacultura, mas em contrapartida são muito populares na pesca desportiva, havendo inclusivamente associações de pesca desportiva empenhadas na sua conservação.
As populações teem vindo a decrescer rapidamente, em claro contraste com a abundância de outros tempos. Para isso tem contribuído a competição de espécies introduzidas agressivas e predadoras, especialmente no curso médio dos rios.[b]